# Başak Gümülcinelioğlu
Başak Gümülcinelioğlu (* 22. Oktober 1991 in Istanbul) ist eine türkische Schauspielerin und Sängerin.

## Leben und Karriere
Gümülcinelioğlu wurde am 22. Oktober 1991 in Istanbul geboren. Als das Osmanische Reich zusammenbrach, gehörte ihre Familie der türkischen Minderheit an, die aus Komotini eingewandert war. Sie besuchte die Bahçelievler Anadolu Lisesi. Während ihrer Schulzeit besuchte sie auch Sommerschulen in London, Genf und Brüssel. Danach studierte sie an der Bahçeşehir Üniversitesi. Danach setzte sie ihr Studium an der İstanbul Teknik Üniversitesi fort. 
2017 war sie in dem Theaterstück Barut Fıçısı zu sehen. Anschließend spielte sie in Hababam Sınıfı mit. Außerdem bekam sie Rollen in zahlreichen Fernsehserien. Anschließend sang sie für die gleichnamige Serie das Lied „Sen Çal Kapımı“ und bekam die Auszeichnung Number One Video Music Awards als Best TV Series Music. Von 2022 bis 2023 bekam sie in der Serie Sipahi die Hauptrolle.

## Filmografie
Serien
- 2016: Kalbim Yangın Yeri
- 2017: Aşk Laftan Anlamaz
- 2018: 8. Gün
- 2019: Erkenci Kuş
- 2020–2021: Sen Çal Kapımı
- 2020: Yarım Kalan Aşklar
- 2021–2022: Yargı
- 2022–2023: Sipahi
- 2025: Reminder

## Theater
- 2017: Barut Fıçısı
- 2018: Hababam Sınıfı Müzikali
- 2019: Yaban Arısı

## Diskografie

### Singles
- 2020: Sen Çal Kapımı
- 2020: Bir Anda (Akustik)
- 2021: Beni Bana Sorma (feat. Cihad Selamlar)
- 2021: O Melek Sen misin? (feat. Karya Çandar)
- 2021: Kiraz
- 2022: Neler Mümkün?
- 2023: Sen, Ben, O (mit Çağrı Çıtanak)
- 2024: Hoşçakal (mit Bora Öztoprak)